# دفسك موتور
دونغفنغ سوكون للسيارات (بالإنجليزية: Dongfeng Sokon Automobile) (بالصينية: 东风小康؛ البينيين: Dongfeng Xiaokang) المعروف عالميًا باسم دفسك موتور (بالإنجليزية: DFSK Motor)، كان مشروعًا مشتركًا بين دونغفينغ ومجموعة سيريس (مجموعة سوكون سابقًا)، تم تشكيله في 27 يونيو 2003. وهي الآن مملوكة بالكامل لشركة سيريس.
تنتج دفسك سيارات الميكروفان والشاحنات التجارية المسطحة ومركبات الركاب تحت العلامة التجارية شياوكانغ والمركبات الرياضية متعددة الاستخدامات تحت العلامتين التجاريتين فنغقوانغ وجلوري. يتم التصنيع لـ دفسك في إجمالي أربع منشآت مختلفة، اثنان منها يقعان في خوبي شيان واثنان في تشونغتشينغ.

## التاريخ
في بداية عام 2000، قامت مجموعة تشونغتشينغ يوان لتكنولوجيا الابتكار، وهي شركة تصنيع الدراجات النارية ومكونات السيارات، وشركة دونغفينغ موتور بتقييم إمكانية تصنيع سيارات الميكروفان المخصصة للشركات الصينية الصغيرة. تتمتع شركة دونغفنغ بخبرة في إنتاج السيارات لشركة أس إيه، لكنها لم تنتج بعد مركبات في القطاع التجاري الخفيف، ووافقت على المشروع.
في عام 2003، تم إنشاء المشروع المشترك دونغفنغ يوان للسيارات، ومقره الرئيسي في تشونغتشينغ، وبدأ العمل في بناء مصنع جديد. قدمت مجموعة يوان التصميم لسيارات الميكروفان، وحصلت على ترخيص لإنتاج الشاسيه، والمحركات، ومكونات الشاحنات الصغيرة من سوزوكي . كان دونغفنغ مسؤولاً عن هندسة واختبار المركبات. في عام 2005، قاموا بطرح أول شاحنة صغيرة خاصة بهم، والتي تسمى سلسلة-سي. تم تقديمه في تكوينات متعددة (مغطاة بألواح، حافلة صغيرة للركاب، وبيك أب) مع محركات سوزوكي والدفع الخلفي. في أول ظهور لها، غيرت مجموعة يوان اسمها إلى مجموعة تشونغتشينغ سوكون الصناعية (مختصرة إلى سوكون باللغة الإنجليزية أو شياوكانغ باللغة الصينية) وبالتالي أصبح المشروع المشترك دونغفنغ سوكون للسيارات (مختصر إلى دفسك).
تُباع المركبات في السوق الصينية باسم دونغفنغ سوكون بينما يُستخدم اسم دفسك في أسواق التصدير. في كلتا الحالتين، العلامة التجارية الموجودة على الشبكة هي "أجنحة مزدوجة Dual Wings" من دونغفنغ.
بعد ذلك، قدمت دفسك العديد من الموديلات الأخرى من الحافلات الصغيرة وبدأت في تصديرها أيضًا إلى أوروبا؛ في المملكة المتحدة سيتم توزيعها بواسطة شركة تابعة سوكون للسيارات بينما في إيطاليا بواسطة جيوتي فيكتوريا.
في سبتمبر 2003، تم إنشاء شركة تشونغتشينغ رويتشي للسيارات (瑞驰新能源公司)، وهي شركة فرعية ممولة بالكامل لمجموعة تشونغتشينغ سوكون. باعتبارها مؤسسة للتصنيع والمبيعات والخدمات للمركبات التجارية الكهربائية النقية، تعد رويتشي واحدة من أوائل الشركات في الصين التي تتمتع بمؤهلات لإنتاج المركبات التجارية الكهربائية النقية. أصبحت شركة تشونغتشينغ رويتشي للسيارات الآن شركة فرعية ممولة بالكامل لشركة سيريس، حيث تم إعادة تسمية المنتجات بنسخ مكهربة من شاحنات وشاحنات دفسك.
في عام 2013، قررت دفسك دخول سوق سيارات الدفع الرباعي المربح من خلال البدء في تصميم سيارة متوسطة الحجم ذات سبعة مقاعد باستخدام تقنيات دونغفنغ؛ تم تصميم هذه السيارة بحيث يمكن أن يكون لها سعر باهظ يصنف نفسها على أنها سيارة عائلية منخفضة التكلفة وكان لا بد من بيعها في الصين وخارجها. ظهر المشروع لأول مرة في عام 2016 تحت اسم دونغفنغ فنغقوانغ 580، وهي سيارة دفع رباعي ذات خمسة وسبعة مقاعد ذات دفع أمامي أو رباعي مع محركات ميتسوبيشي. يتم استخدام اسم العلامة التجارية فنغقوانغ (المترجم إلى فينغون باللغة الإنجليزية) لتمييزها عن إنتاج الحافلات الصغيرة التي تسمى سوكون. في الأسواق الخارجية، ستتم إعادة تسمية هذه السيارة باسم دفسك جلوري (أسهل نطقًا) باستخدام شعار دونغفنغ أجنحة مزدوجة على الشبك الأمامي والداخلي والخلفي.
وفي نفس السنوات، بدأ إنتاج مجموعة الميني فان في إندونيسيا وتايلاند وتم تصديرها أيضًا إلى أمريكا الجنوبية وأوروبا الشرقية.
بدأت دفسك في تجميع وتسويق المنتجات في إندونيسيا في عام 2015. تضمنت الخطط وقت الإطلاق إنتاجًا متوقعًا يبلغ 50000 وحدة/سنة.
في عام 2017، بدأ المشروع المشترك بين دفسك و ريجال للسيارات التجميع في باكستان. مصنع في لاهور ينتج أنواع مختلفة من سيارات الدفع الرباعي جلوري 580 ، وسي-37 فان، وهمصفر إم بي في، والشاحنة الصغيرة كيه 01 وما إلى ذلك.
وصل إجمالي المبيعات في عام 2017 إلى 402000 سيارة وفي نوفمبر 2018 حاولت مجموعة تشونغتشينغ سوكون الاستحواذ على نسبة 50% المتبقية من مشروع دفسك المشترك من دونغفنغ مقابل 621 مليون يورو، لتصبح المالك بنسبة 100%. تم التخلي عن الصفقة في يوليو 2019
في سبتمبر 2019، استحوذت سوكون على نسبة 50% المتبقية من مشروع دفسك المشترك من مجموعة مجموعة دونغفنغ للسيارات (دي إف جي)، لتصبح المالك بنسبة 100%. واصلت سيريس إنتاج المركبات باستخدام شعار دونغفنغ وتحت علامة دفسك التجارية بينما قامت بالتخلص التدريجي من شعار دونغفنغ على علامة فنغقوانغ التجارية بعد إعادة تسميتها إلى علامة فينغون التجارية.

## المنتجات

### فينغون
فينغون (أو دفسك جلوري للأسواق الخارجية) المعروفة سابقًا باسم دونغفنغ فنغقوانغ (东风风光)، هي علامة تجارية فرعية لشركة سيريس التي تنتج سيارات الركاب. تأسست علامة فينغون التجارية في عام 2008، وهي تستهدف توفير سيارات متعددة الأغراض وسيارات الدفع الرباعي المدمجة بأسعار معقولة. لقد كانت علامة تجارية مشتركة مع مجموعة دونغفنغ ولكن استحوذت عليها مجموعة مجموعة سيريس بالكامل في عام 2022. بدأت علامة فينغون التجارية في استبدال شعار دونغفنغ السابق واستبدلته بشعار فينغون الخاص بها في النماذج بعد الاستحواذ.

#### النموذج الحالي
المصدر:
سيارة
- فينغون ميني إي في (2022 إلى الوقت الحاضر)، سيارة المدينة

سيارات الدفع الرباعي (إس يو في)
- فينغون أي إكس 5 (2019 إلى الوقت الحاضر)، سيارة الدفع الرباعي المدمجة
- فينغون 580 (2016 إلى الوقت الحاضر)، سيارة دفع رباعي متوسطة الحجم
- فينغون 500 (2019 إلى الوقت الحاضر)، سيارة الدفع الرباعي صغيرة الحجم
- فينغون إس 560 (2017 إلى الوقت الحاضر)، سيارة الدفع الرباعي المدمجة

إم بي في/مينيفان
- فينغون 380/إي 380 (2022 إلى الوقت الحاضر)، مركبة متعددة الأغراض مدمجة
- فينغون 330 إس (2019 إلى الوقت الحاضر)، مركبة متعددة الأغراض (إم بي في) مدمجة

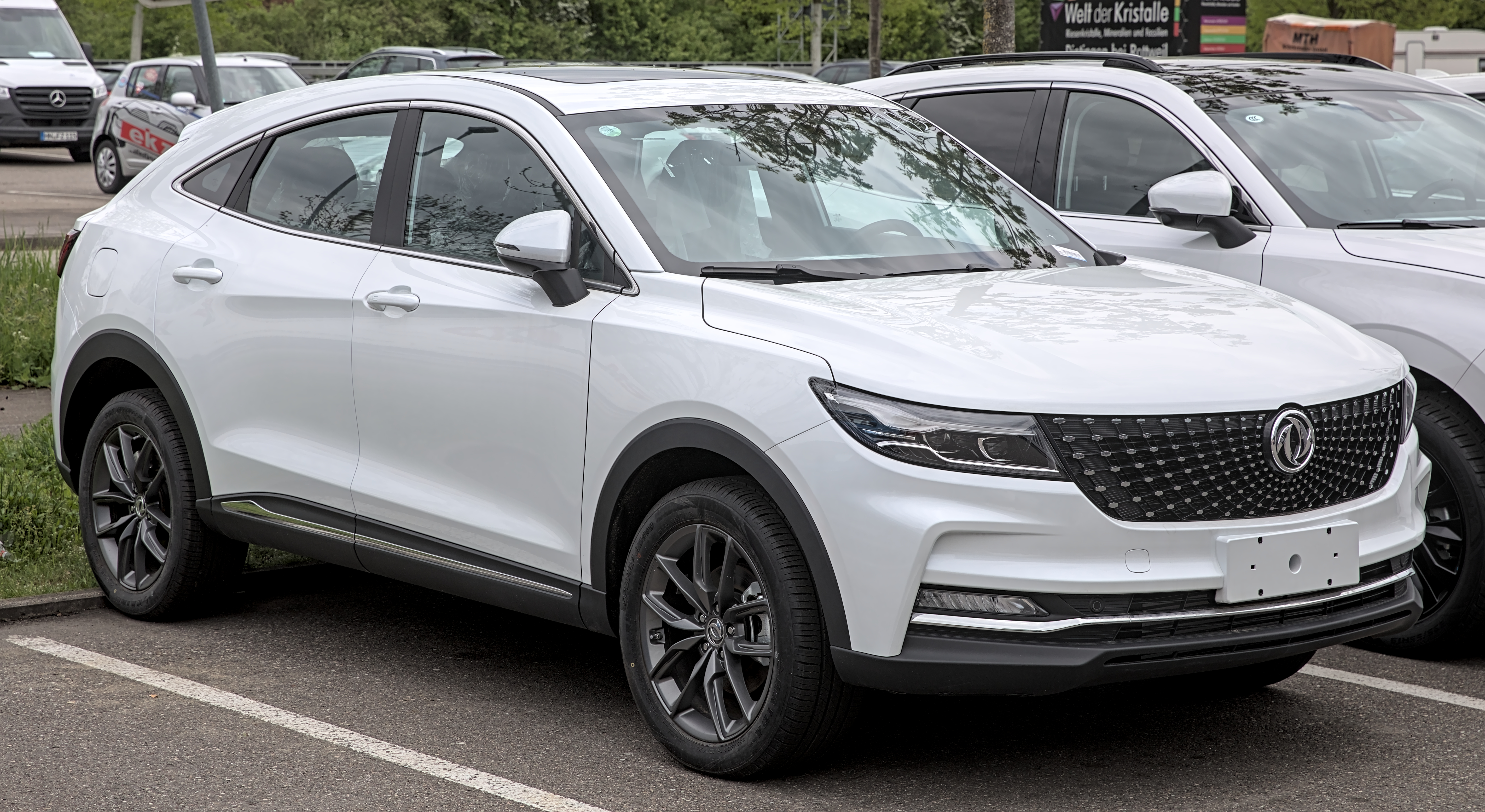
فينغون 330 (2014 إلى الوقت الحاضر)، مركبة متعددة الأغراض مدمجة  - فينغون أي إكس 5
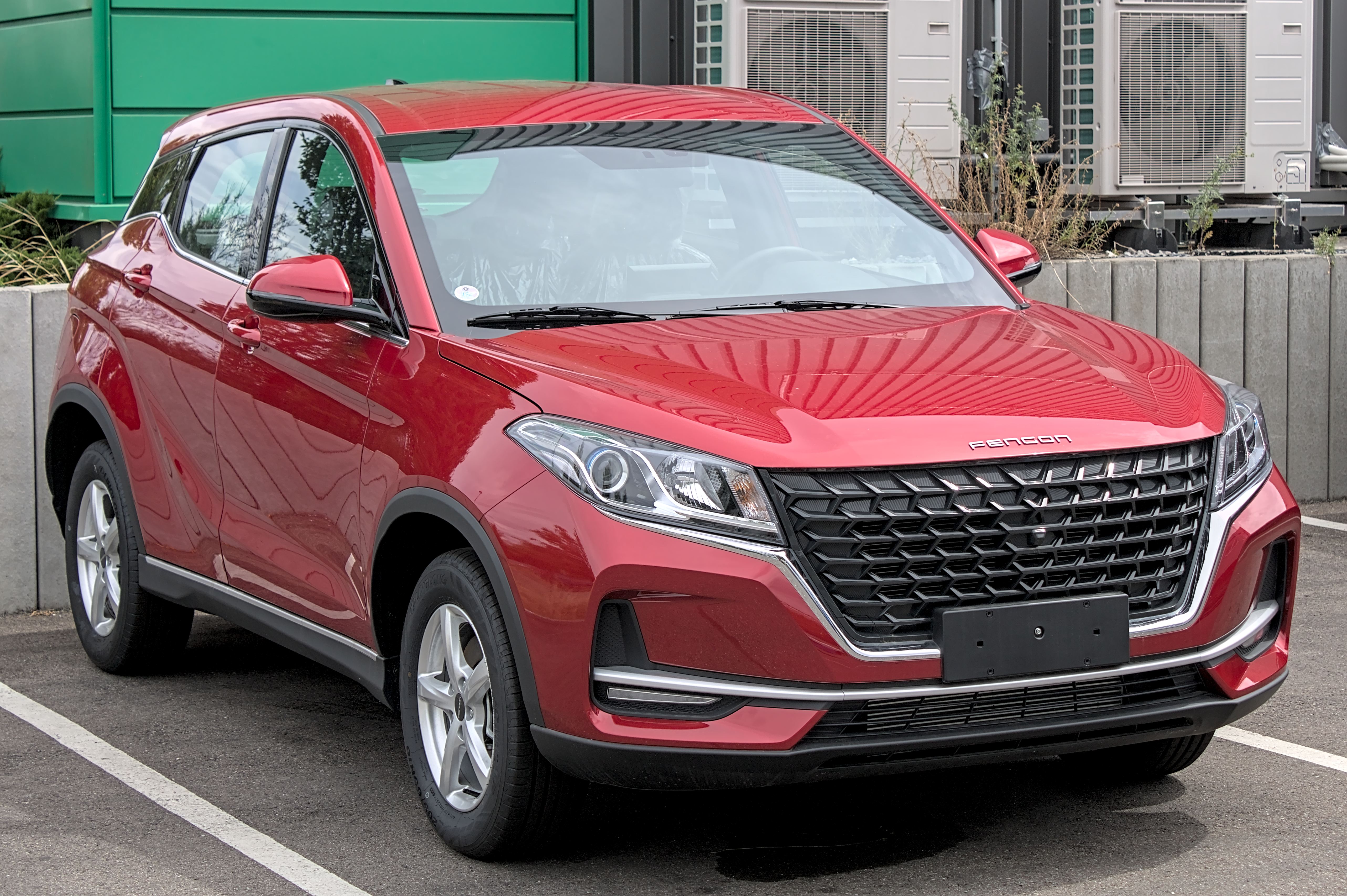
Fengon 500
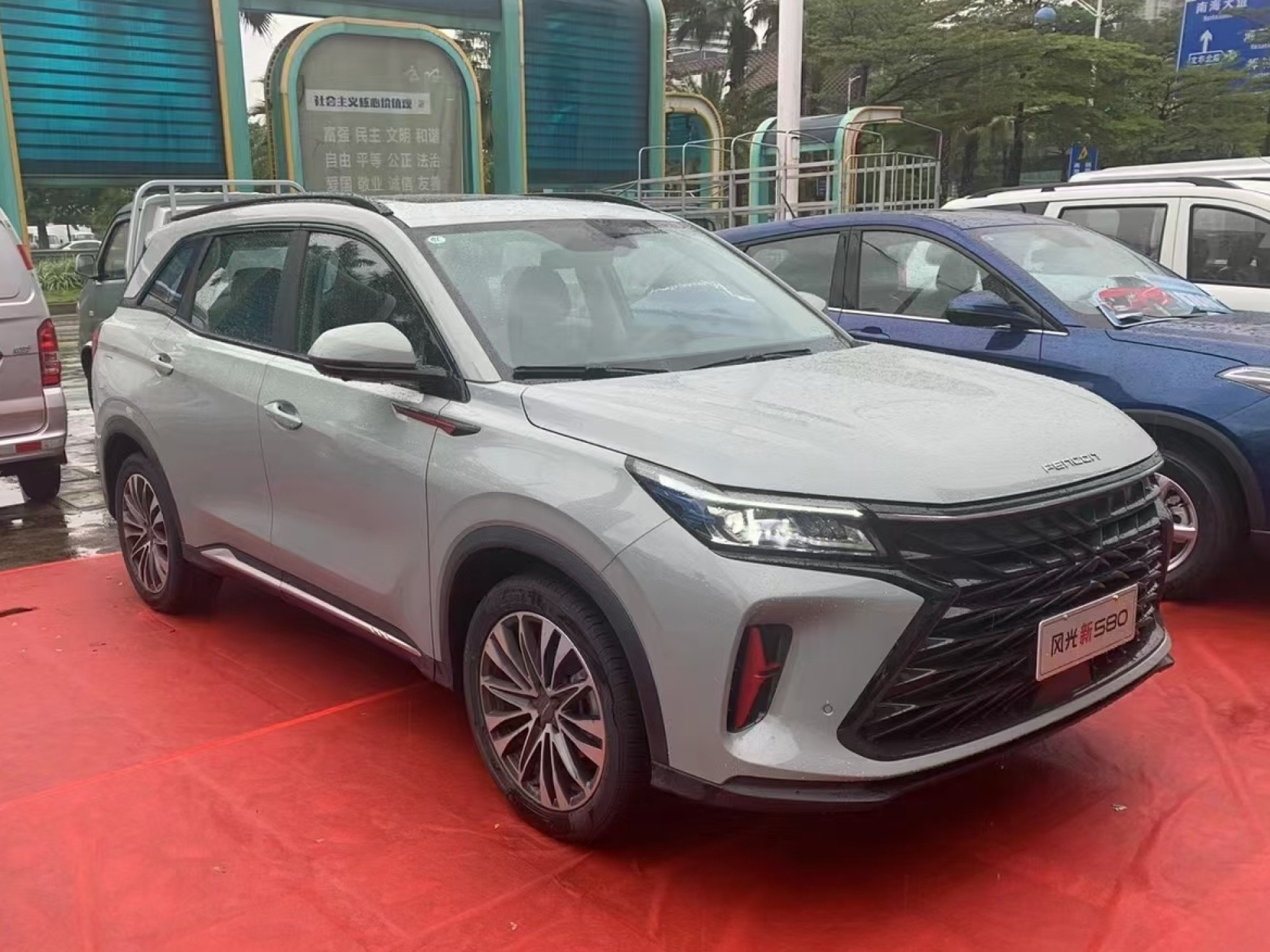
فينغون 580
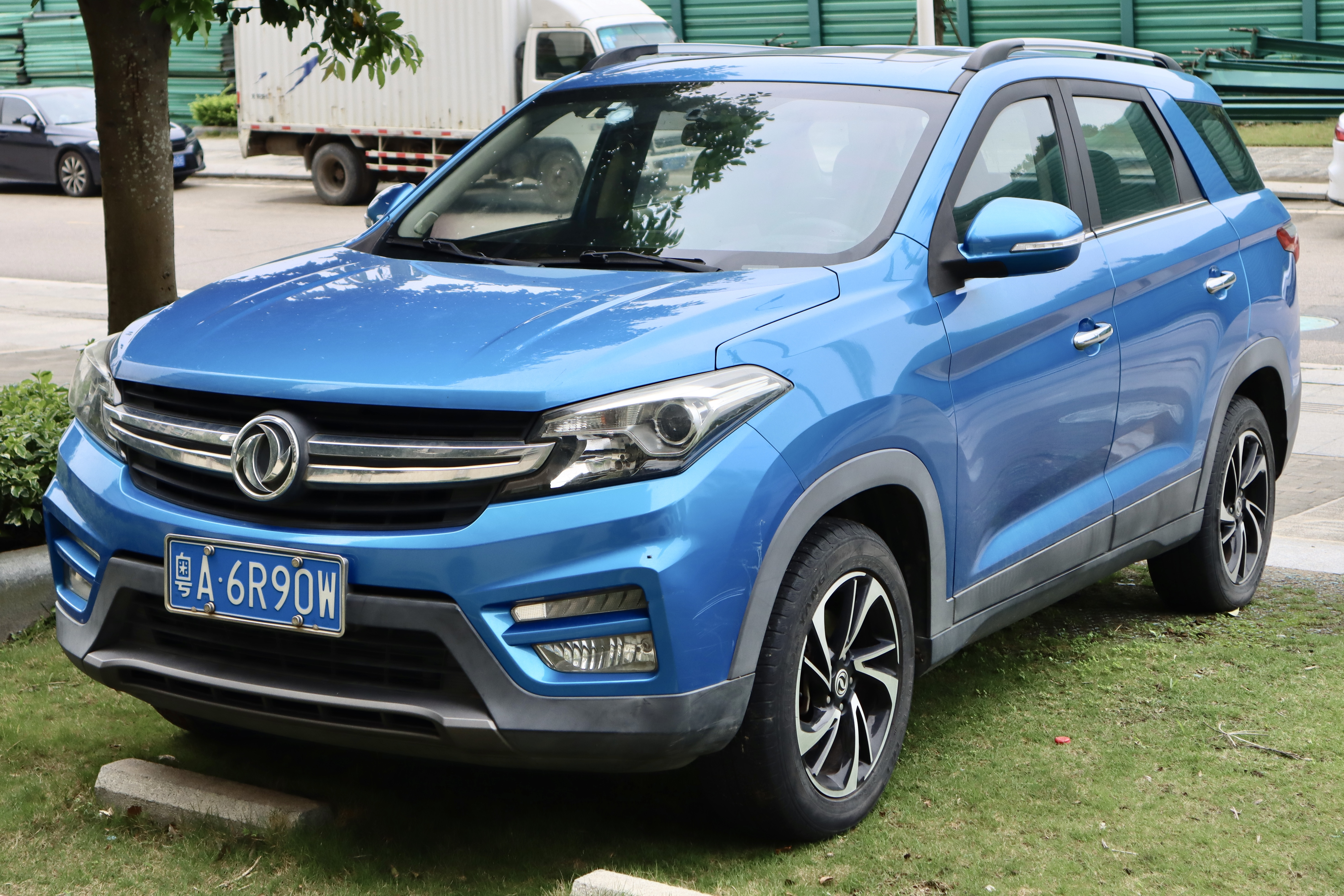
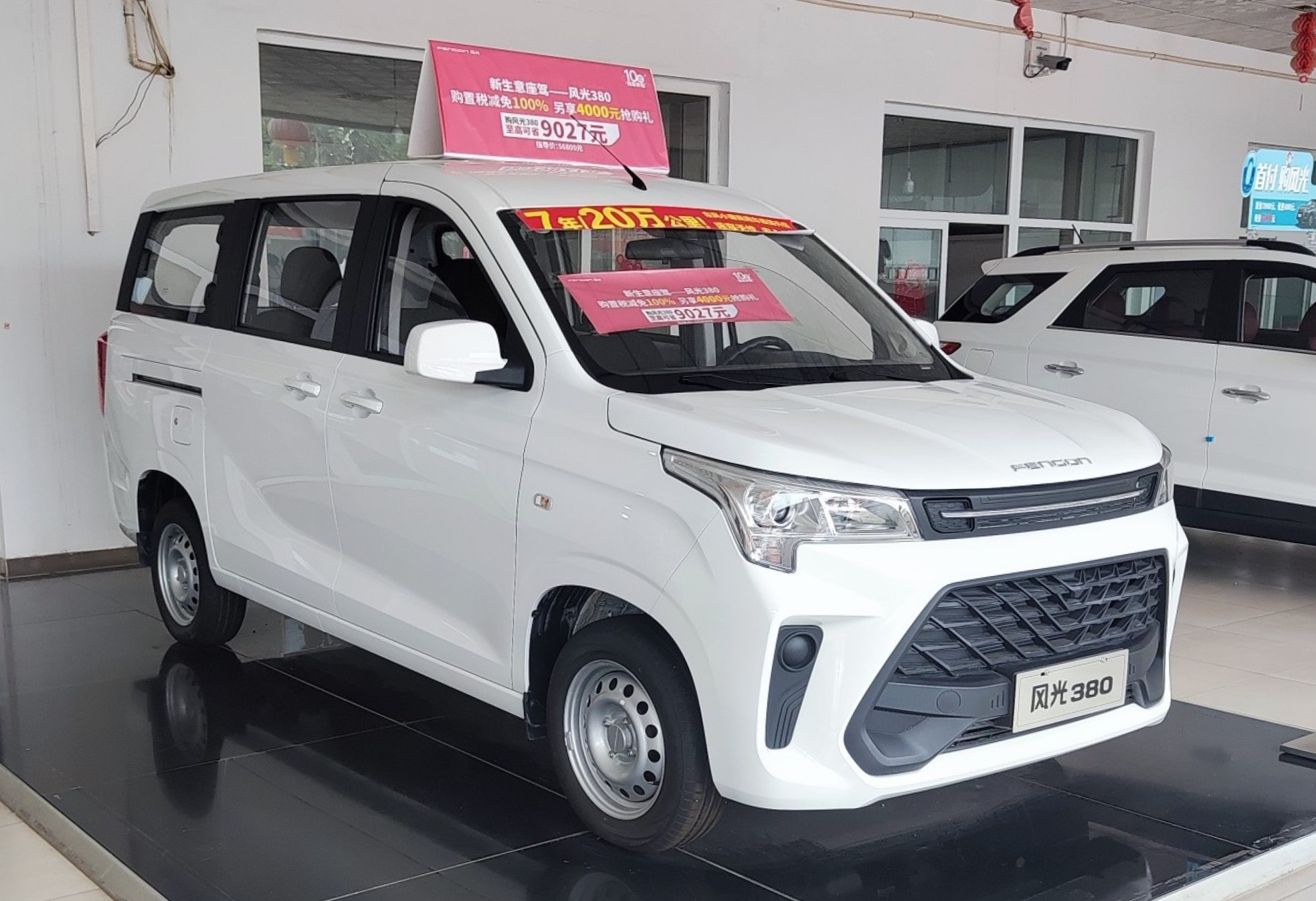
فينغون 380
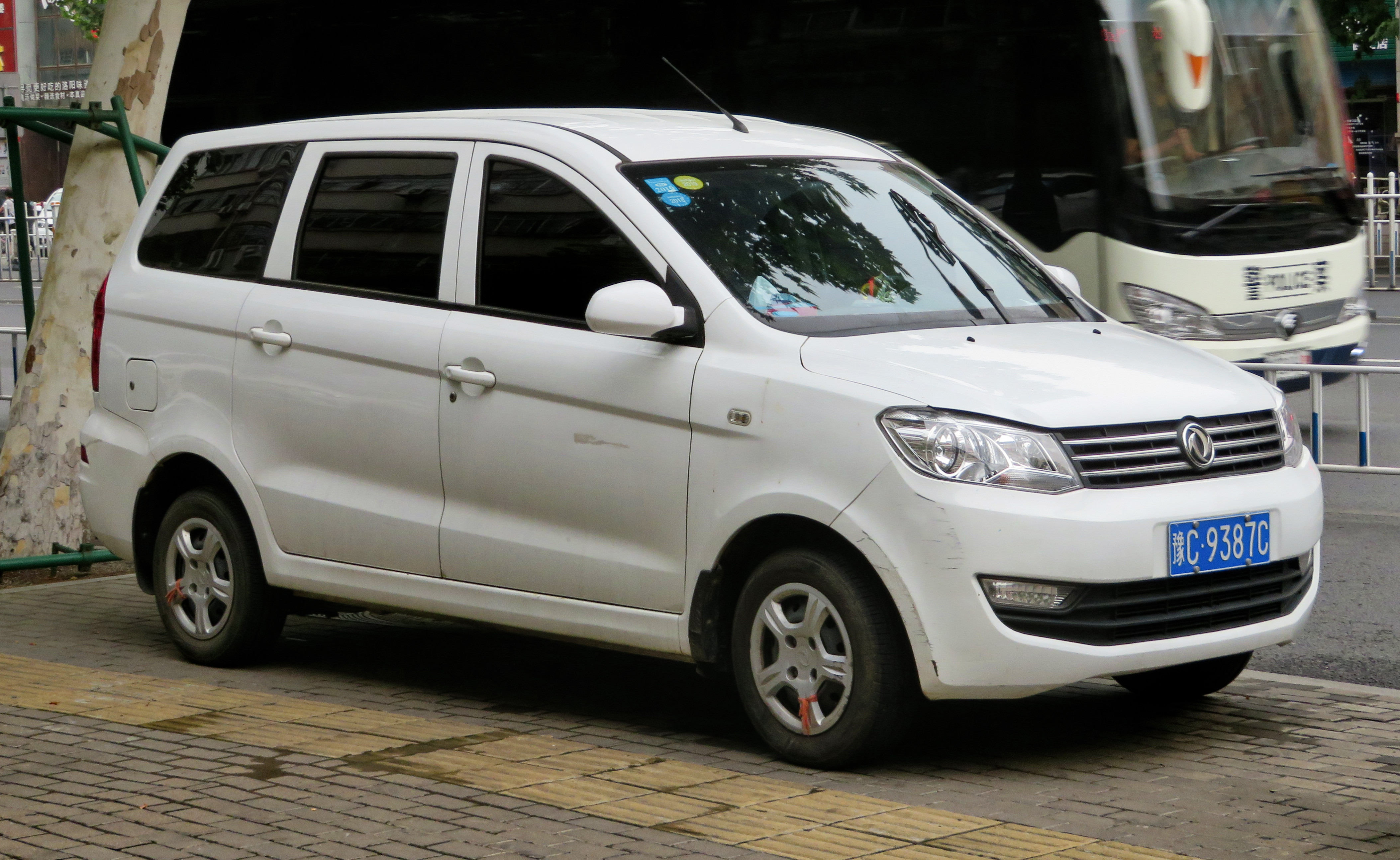
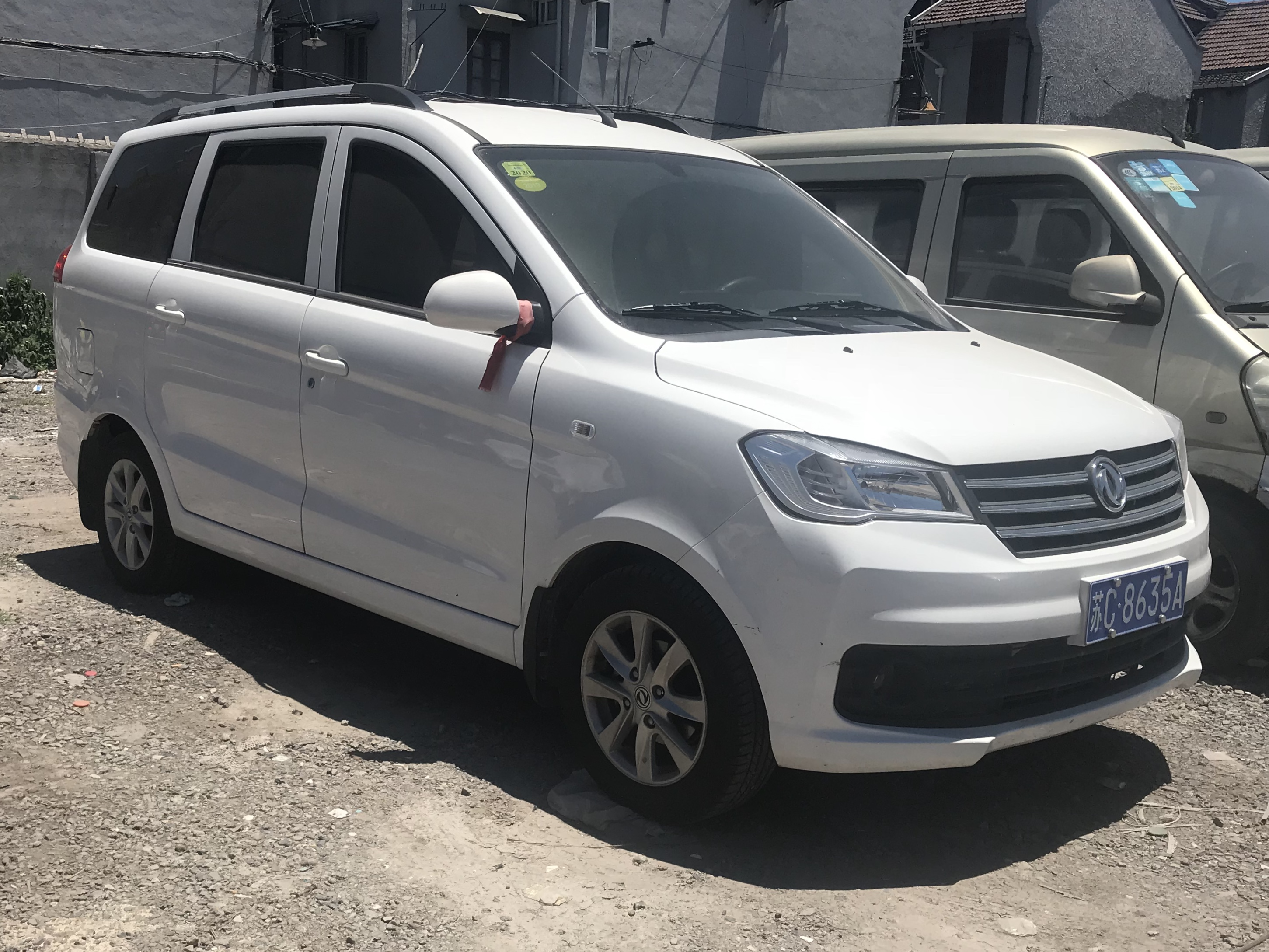
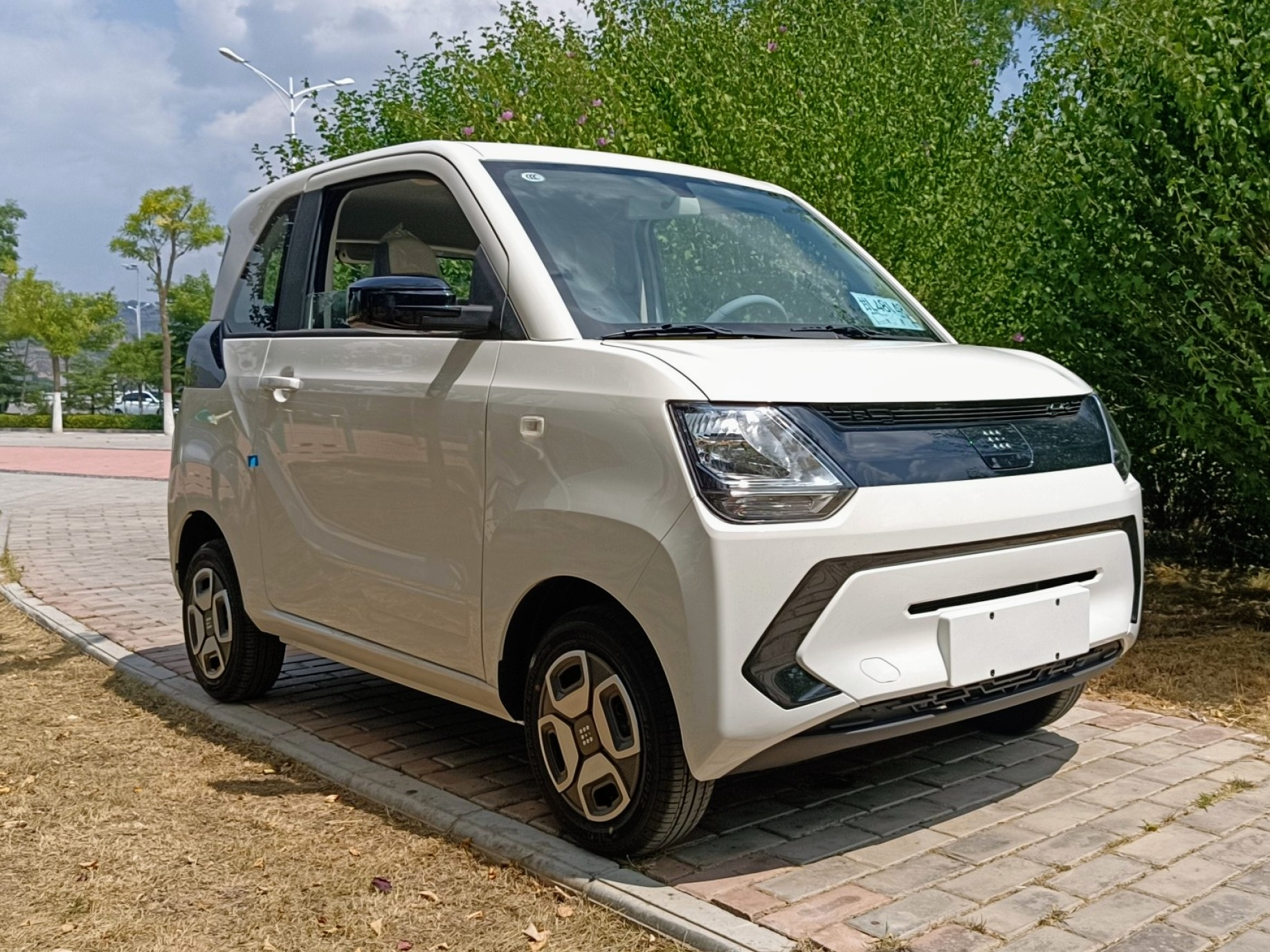
فينغون ميني إي في
  - Fengon 500
  - فينغون 580
  - فينغون إس 560  [لغات أخرى]‏
  - فينغون 380
  - فينغون 330  [لغات أخرى]‏
  - فينغون 330 إس  [لغات أخرى]‏
  - فينغون ميني إي في

#### نموذج متوقف
سيارات الدفع الرباعي (إس يو في)
- فينغون إي 1 (2020-2023)، سيارة المدينة، مُعاد شارة دونغفنغ نانو إي إكس 1
- فينغون إي 3 (2019-2022)، سيارة الدفع الرباعي صغيرة الحجم، نسخة EREV من فينغون 500
- فينغون أي إكس 7 (2020-2023)، سيارة دفع رباعي متوسطة الحجم

إم بي في/مينيفان
- فينغون 370 (2016-2020)، مركبة متعددة الأغراض مدمجة
- فينغون 360 (2015-2017)، مركبة متعددة الأغراض (إم بي في) مدمجة
- فينغون 350 (2016-2020)، مركبة متعددة الأغراض (إم بي في) مدمجة

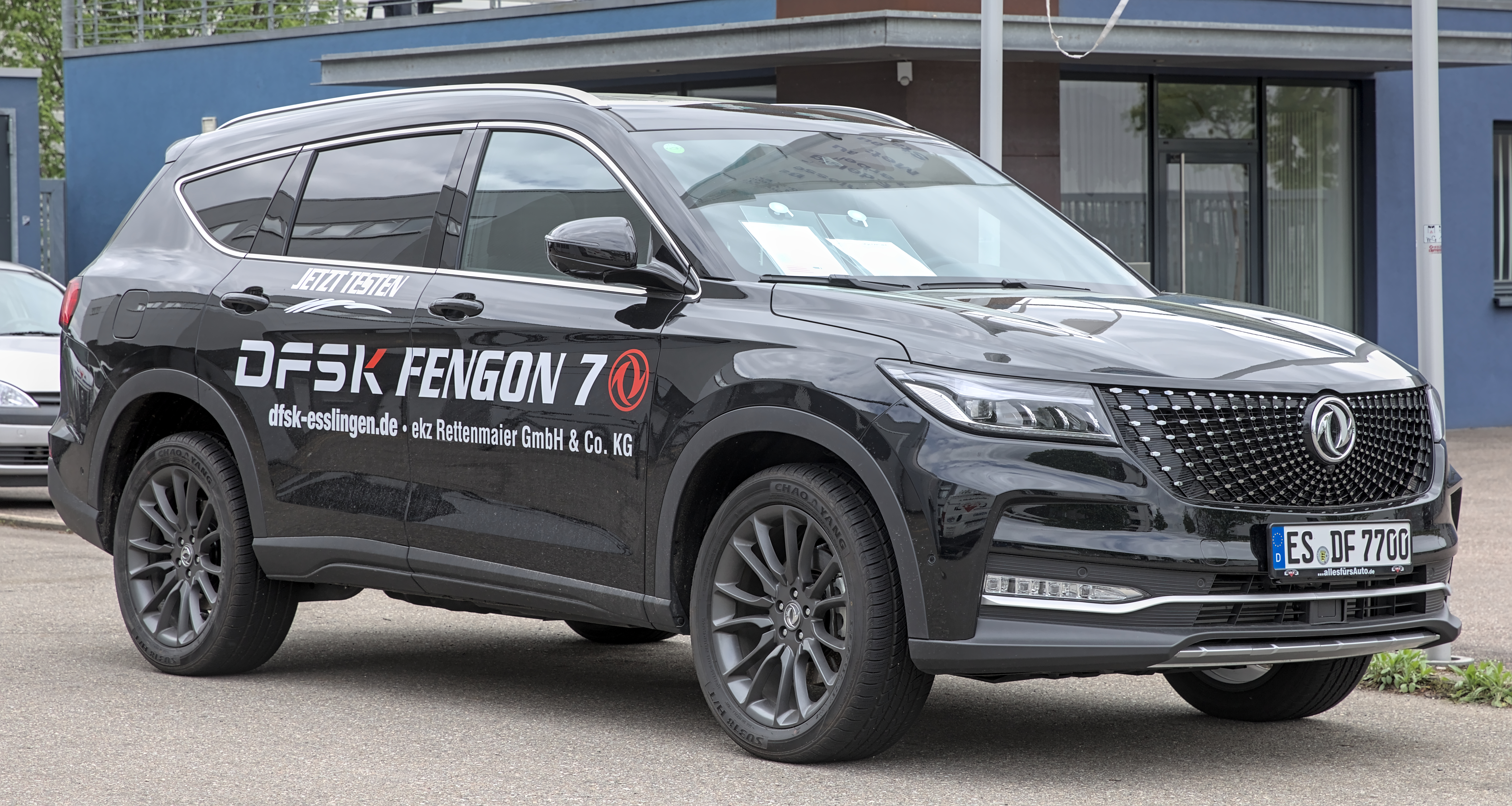
فينغون أي إكس 7
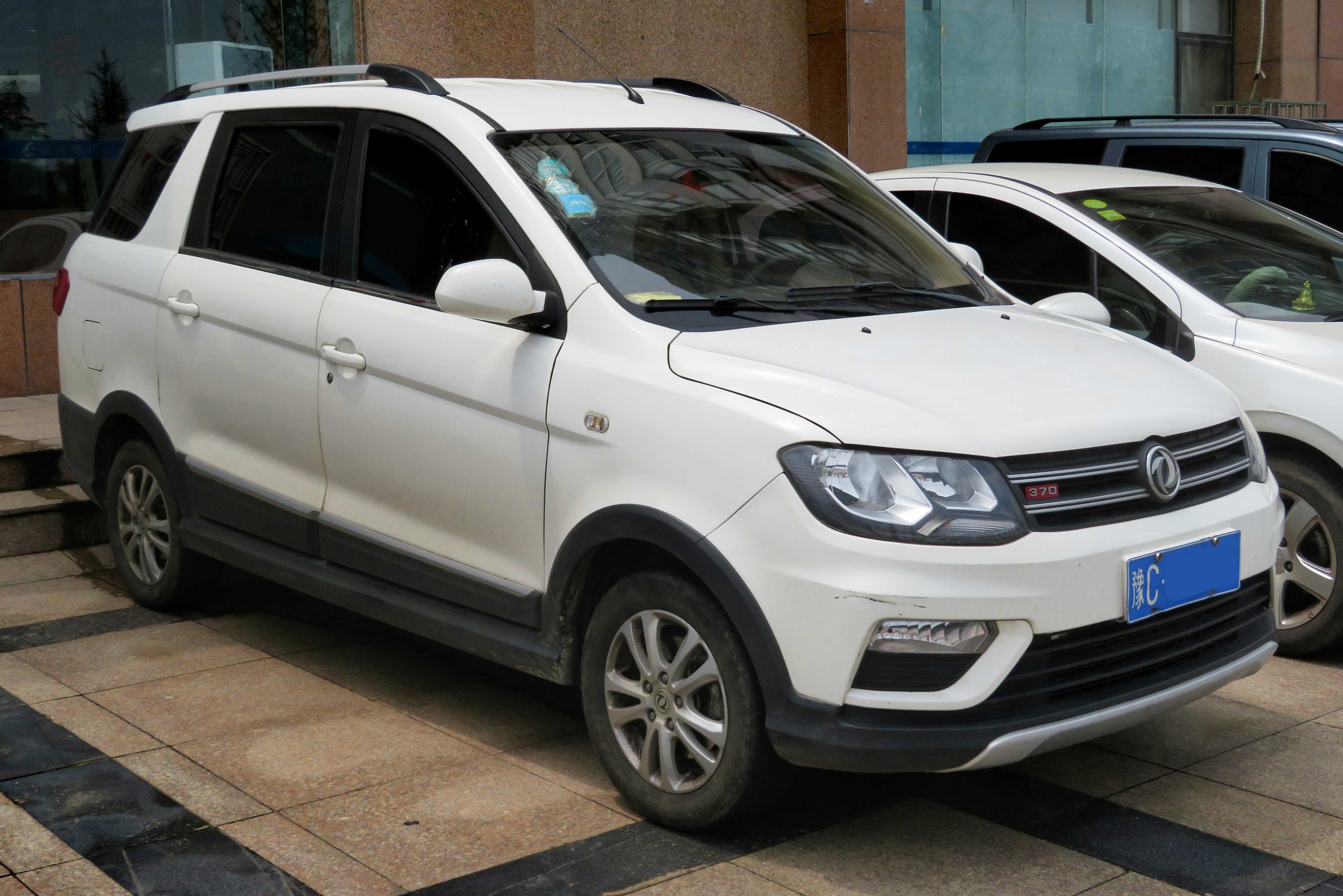
فينغون 370
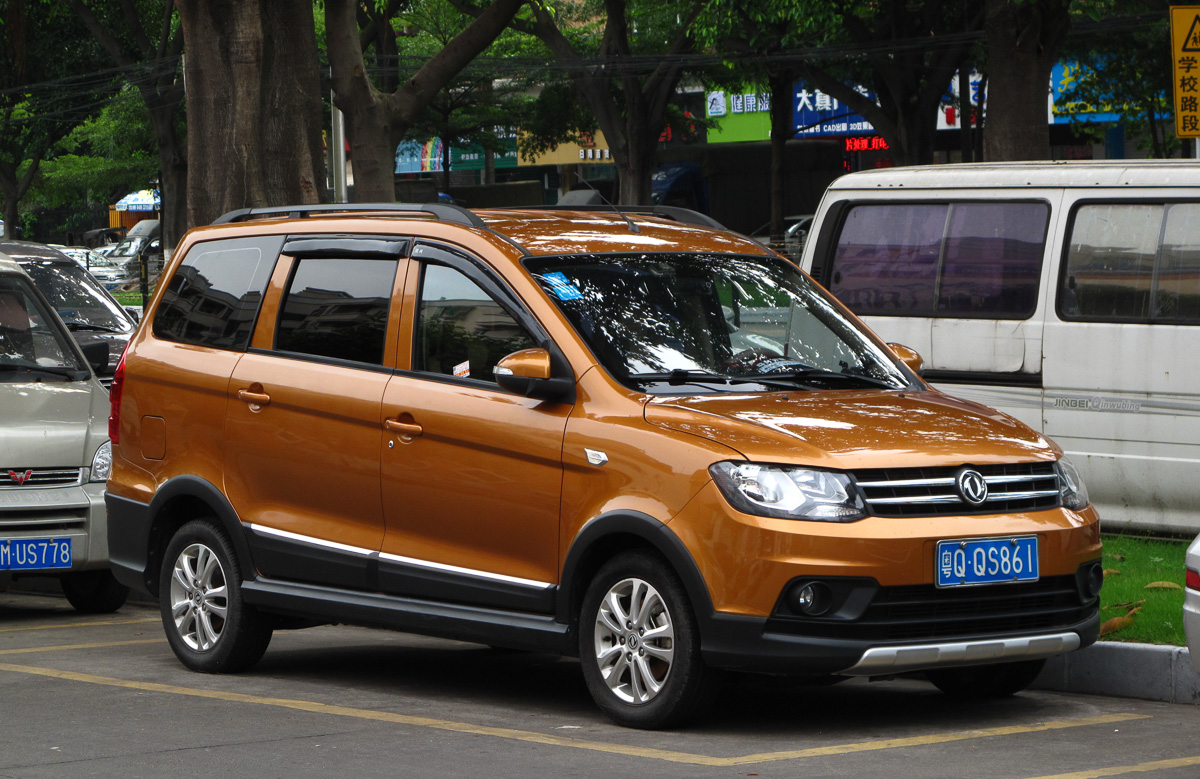
فينغون 360
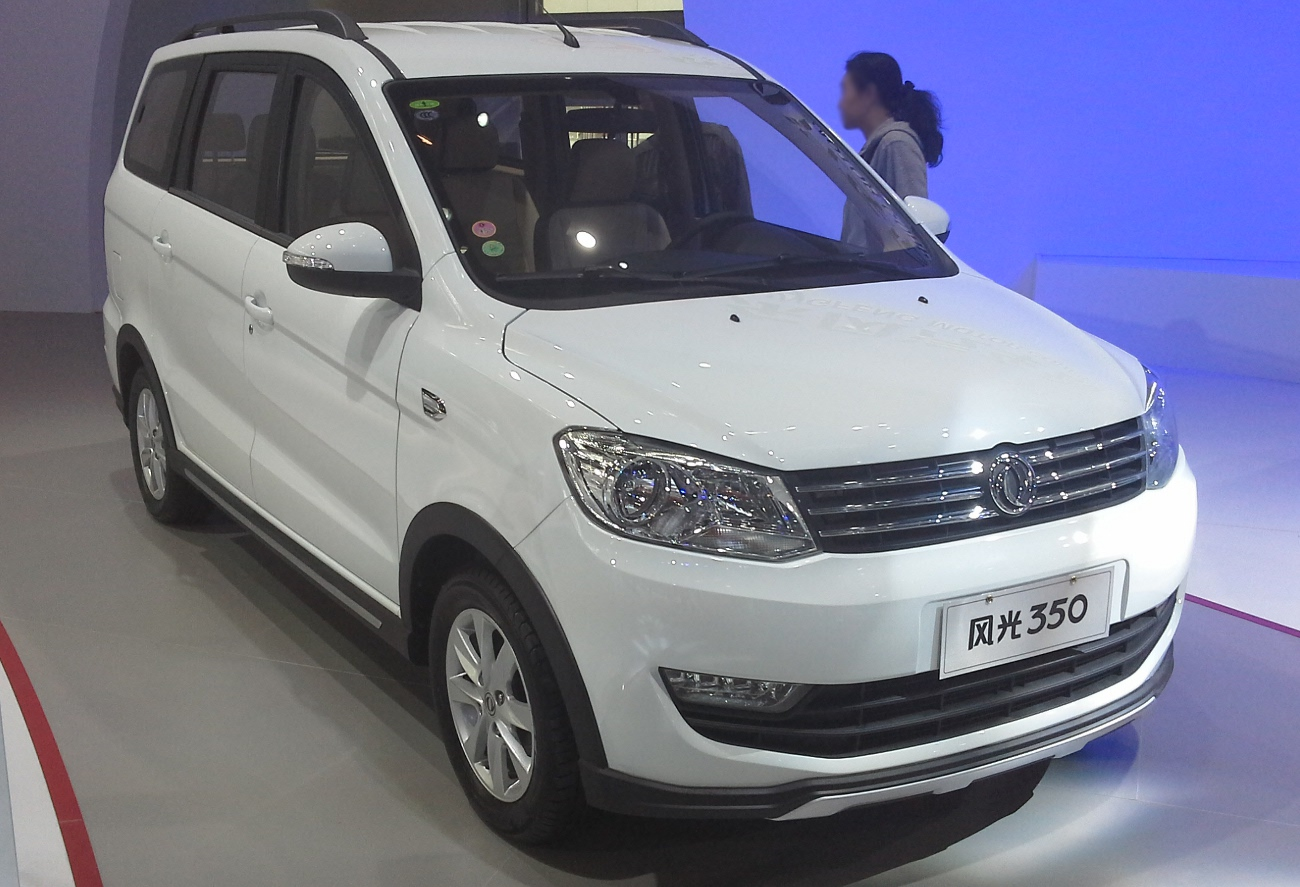
فينغون 350
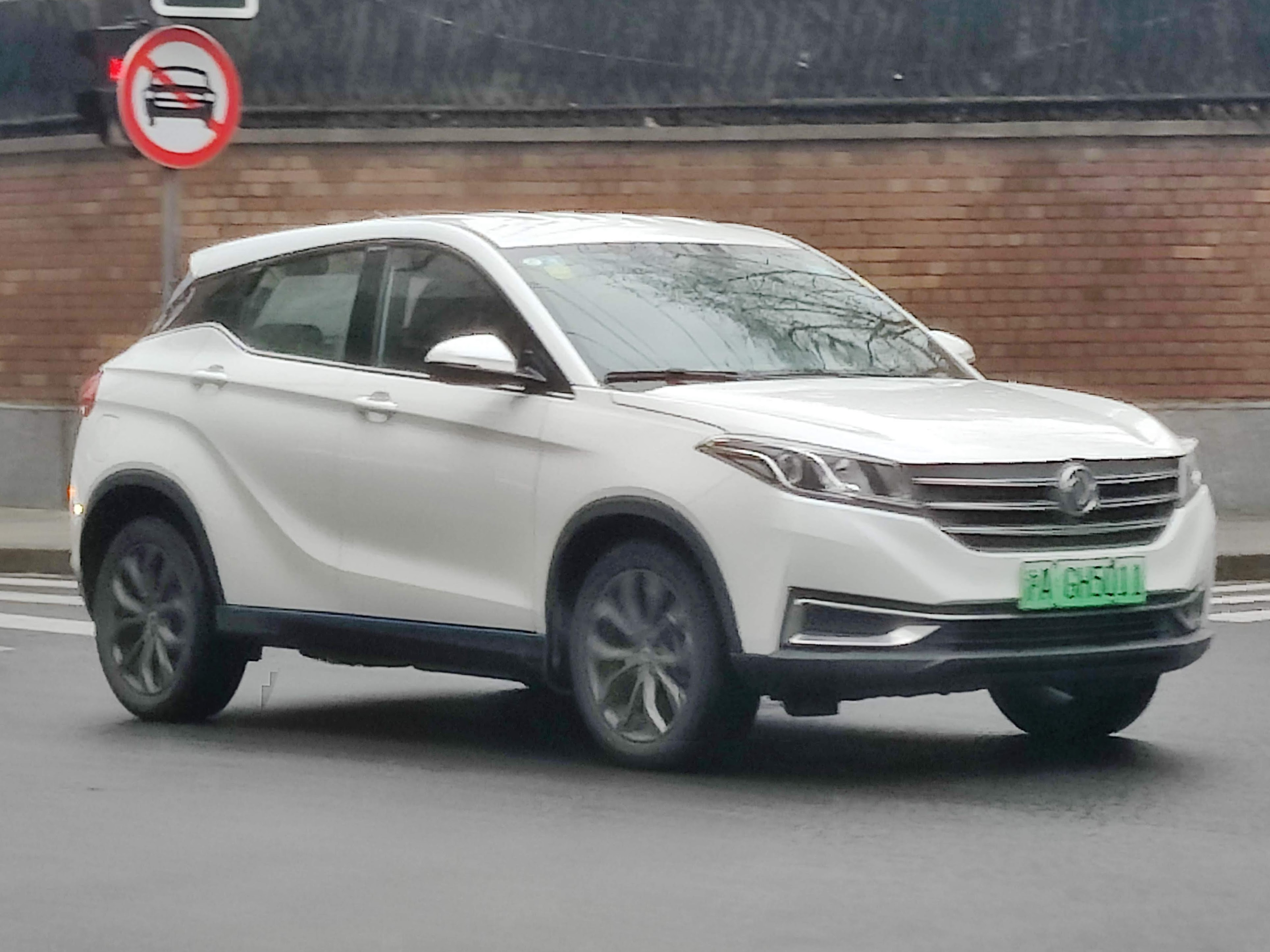
فينغون E3

### دفسك/دونغفنغ شياو كانغ (东风小康)
إن دفسك هي إحدى العلامات التجارية لشركة سيريس التي تنتج المركبات التجارية الخفيفة. المنتجات المتوفرة حاليا تشمل:
- سلسلة-سي
  - سوكون سي 37/سي 36
  - سوكون سي 31/سي 32
- سلسلة-كيه
  - سوكون كي 05
  - سوكون كيه 07
  - سوكون كيه 09
  - سوكون كيه 05 إس
  - سوكون كيه 07 إس
  - سوكون كيه 01/كيه 02
- سلسلة-في
  - سوكون في 07 إس- ميكروفان
  - سوكون في 21 - بيك أب بكابينة واحدة
  - سوكون في 22 - بيك أب بمقصورة الطاقم
  - سوكون في 25- ميكروفان
  - سوكون في 26- ميكروفان
  - سوكون في 27- ميكروفان
  - سوكون في 29- ميكروفان/بيك أب
- رويتشي (瑞驰) إي في
  - إي سي 35 - شاحنة متوسطة الحجم
  - إي سي 31 - شاحنة صندوقية صغيرة
  - إي دي 75- شاحنة متوسطة الحجم تعتمد على نسخة ذات هندسة عكسية لجسم تويوتا هايس

- سوكون سي 37
- سوكون كيه 07 إس
- سوكون كيه07/كيه17
- سوكون نيو كيه 07
- سوكون في 29
- سوكون في 07 إس
- سوكون في 27 كارجو
- سوكون في 22 طاقم الكابينة
- سوكون في 21
- سوكون في 21 (2013)

## وصلات خارجية
الموقع الرسمي